# Инчон (филм)
Инчон (енгл. Inchon) је америчка драма о сукобу америчке и корејске војске код Инчона, током Корејског рата. Освојила је Златну малину за најгори филм, најгори сценарио, најгорег режисера и најгорег главног глумца 1982. године.

## Радња
Одрицање од одговорности се појављује на почетку филма: „Ово није документарац о Корејском рату, већ позоришна прича о последицама рата за одређену групу ликова. Сви ликови осим оних чија се права имена користе у овом филму су измишљени и свака сличност између њих и ликова који живе или не живе је чиста случајна. Тамо где су драмске слободе сматране неопходним, аутори су узели ту слободу да драматизују радњу.”
Филм приказује битку код Инчона током Корејског рата, која се одиграла од 15. до 19. септембра 1950. године и која се сматрала прекретницом рата. Главни лик филма је генерал Даглас Мекартур (Лоренс Оливије), који је предводио изненадно искрцавање америчких амфибија у Инчону 1950. године. Подзаплет филма укључује брачни пар из Јужне Кореје који наилази на потешкоће у вези због рата.
Инчон почиње сликом севернокорејских војника који прелазе 38. паралелу и крећу ка Јужној Кореји у јуну 1950. године. Људи беже у главни град земље, Сеул. Супруга мајора војске Сједињених Држава, Барбара Холсворт (Жаклин Бисе), живи у селу које се налази на 38. паралели, где је покушала да купи старински намештај и предмете за свој посао као декоратер. Она чује вест „Комунисти долазе” на радију и одлучује да напусти село. Лимузина коју вози шофер води је у Сеул. Она упознаје групу од петоро јужнокорејске деце, а након што су њеног возача убили севернокорејски војници, она покупи децу и сама их одвезе на сигурно место звано Гостионица шесте среће.
Мајор америчке војске Френк Холсворт (Бен Газара) покушава да раскине са девојком из Јужне Кореје (Карен Канг). Њен отац (Тоширо Мифуне) је свестан љубавне везе своје ћерке са Холсвортом и не одобрава је. Холсворт прима вести о инвазији Северне Кореје и путује на север са наредником Аугустом Хендерсоном (Ричард Раундтри) у потрази за својом женом. Хендерсон упознаје Барбару, Холсвортову жену, и поправља акумулатор у свом аутомобилу пре него што је поново споји са мужем.
Дејвид Фелд Парк (Дејвид Јансен), новинар у Токију, чека са другим новинарима да започне конференцију за штампу у којој је учествовао Мекартур. Лонгфелоу (Рекс Рид), други извештач, који је заправо музички критичар, али такође покрива главне догађаје који се одвијају у Токију, такође чека почетак конференције за штампу. Макартур је са супругом у својој резиденцији у Токију и не појављује се на конференцији за новинаре. Слаже се са супругом да је он једина особа која може спасити Јужну Кореју од инвазије Северне Кореје.
Холсворт и његова бивша љубавница успешно активирају светионик за сигнализацију америчким бродовима, а отац јужнокорејске девојчице покреће мине у каналу. Она умире током битке која је уследила. Америчке снаге протерују севернокорејске снаге и враћају председника Ли Сеунг-мана (Квангнам Јанг) на власт. Мекартур грли Манa, људи машу јужнокорејским и америчким заставама. Последњи кадрови филма приказују Мекартура како чита молитву Оченаш. Након ове сцене, приказују се фактичке кинохронике о Макартуру.

## Улоге
| Глумац          | Улога                      |
| --------------- | -------------------------- |
| Лоренс Оливије  | Даглас Макартур            |
| Жаклин Бисет    | Барбара Холсворт           |
| Бен Газара      | Мајор Френк Холсворт       |
| Тоширо Мифуне   | Саито-Сан                  |
| Ричард Раундтри | наредник Огастус Хендерсон |
| Дејвид Џансен   | Дејвид Фелд                |